# 전자기파의 종류에 따른 인체 피해
전자기파의 종류에 따른 인체 피해에 대해 설명한다.

## 인체 통과 전후 전자기파 에너지
먼저 전자기파가 인체를 통과하기 전후의 에너지를 알아보면 Poynting vector에서 {\displaystyle {\frac {1}{\mu _{0}}}\left(E\times B\right)}이다.
진공 상태에서 {\displaystyle \nabla \times E=-{\frac {\partial B}{\partial t}}}이므로, Cartesian coordinate에서 z방향으로 진행하는 전자기파를 가정했을 때
{\displaystyle -k\left(E_{0}\right)_{y}=w\left(B_{0}\right)_{x},k\left(E_{0}\right)_{x}=w\left(B_{0}\right)_{y}}이므로
{\displaystyle \mathbf {B_{0}} ={\frac {k}{w}}\left(\mathbf {z} \times \mathbf {E_{0}} \right)}
여기에서 propagation vector를 {\displaystyle \mathbf {k} }로 두고 전자기파가 진행하는 방항과 수직한 방향의 벡터를 {\displaystyle \mathbf {n} }라 두고 이를 일반화하면
{\displaystyle \mathbf {B_{0}} ={\frac {1}{c}}\left(\mathbf {k} \times \mathbf {E_{0}} \right)}가 된다.
벡터 단위벡터 표시법 알아내서 적용해야 됨
여기서 wave의 intensity I를 구하면
{\displaystyle I=<S>=<c\epsilon _{0}E_{0}^{2}\cos(\mathbf {k} \cdot \mathbf {n} -wt+\delta )>={\frac {1}{2}}c\epsilon _{0}E_{0}^{2}}가 된다.
또한 도체에서의 전자기파에서 {\displaystyle v={\frac {c}{n}}}이므로 여기서 {\displaystyle I={\frac {1}{2}}\epsilon vE_{0}^{2}} (ε는 매질의 유전율, {\displaystyle n={\sqrt {\frac {\epsilon \mu }{\epsilon _{0}\mu _{0}}}}}) 이 된다.
공기 중에서 인체로 전자기파가 반사 및 투과할 시에 Boundary Condition은
{\displaystyle \epsilon _{1}E_{1}^{\perp }=\epsilon _{2}E_{2}^{\perp },\mathbf {E_{1}^{\|}} =\mathbf {E_{2}^{\|}} ,B_{1}^{\perp }=B_{2}^{\perp },{\frac {1}{\mu _{1}}}\mathbf {B_{1}^{\|}} ={\frac {1}{\mu _{2}}}\mathbf {B_{2}^{\|}} } 이므로
여기서
{\displaystyle \epsilon _{1}\left(-\left(E_{0}\right)_{I}\sin \theta _{I}+\left(E_{0}\right)_{R}\sin \theta _{R}\right)=\epsilon _{2}\left(-\left(E_{0}\right)_{T}\sin \theta _{T}\right)} ,
{\displaystyle \left(E_{0}\right)_{I}\cos \theta _{I}+\left(E_{0}\right)_{R}cos\theta _{R}=\left(E_{0}\right)_{T}\cos \theta _{T}},
{\displaystyle {\frac {1}{\mu _{1}v_{1}}}\left(\left(E_{0}\right)_{I}-\left(E_{0}\right)_{R}\right)={\frac {1}{\mu _{2}v_{2}}}\left(E_{0}\right)_{T}}
여기서 {\displaystyle \beta ={\frac {\mu _{1}n_{2}}{\mu _{2}n_{1}}},\alpha ={\frac {\cos \theta _{T}}{\cos \theta _{I}}}} 로 두고 이를 이용하여 입사파의 전기장의 세기와 투과파의 전기장의 세기의 비를 알아보면
{\displaystyle \left(E_{0}\right)_{T}=\left({\frac {2}{\alpha +\beta }}\right)\left(E_{0}\right)_{I}}이다.
즉 인체에 전자기파가 투과될 때에는 인체의 투자율, 굴절률, 입사각이 함께 고려되어야 한다.
인체의 굴절률은 해당 부분을 구성하는 세포에 따라 달라진다.
또한 방사선의 흡수량은 시버트로 나타내어지는데, 이는 선질계수 Q와 다른 적절한 요소들을 나타내는 계수 N을 곱해서 구해진다.
장기 및 조직에 대한 일부 N값은
생식선: N = 0.20
골수, 결장, 폐, 위: N = 0.12
방광, 뇌, 유방, 콩팥, 간 , 근육, 식도, 췌장, 소장, 비장, 갑상선, 자궁: N = 0.05
뼈 표면, 피부: N = 0.01
즉 시버트를 구할 때의 N 값이 해당 기관계의 굴절률과 투자율을 고려하고, 입사각에 의한 효과를 평균하여 구한 값이 된다.
또한 Q의 값은 전자기파에서
E < 10keV: Q = 5
10kev < E < 100keV: Q = 10
100keV < E < 2Mev: Q = 20
2Mev < E < 20Mev: Q = 10
E > 20 Mev: Q = 5
가 된다.
인체의 경우 0.5시버트 정도의 노출량부터 피해를 보게된다.
인체에 대한 피해의 자세한 분류는 급성방사성증후군을 참조.

## 같이 보기
- 전자기파